# 寺山炭窯跡

集成館事業関連遺跡の位置関係

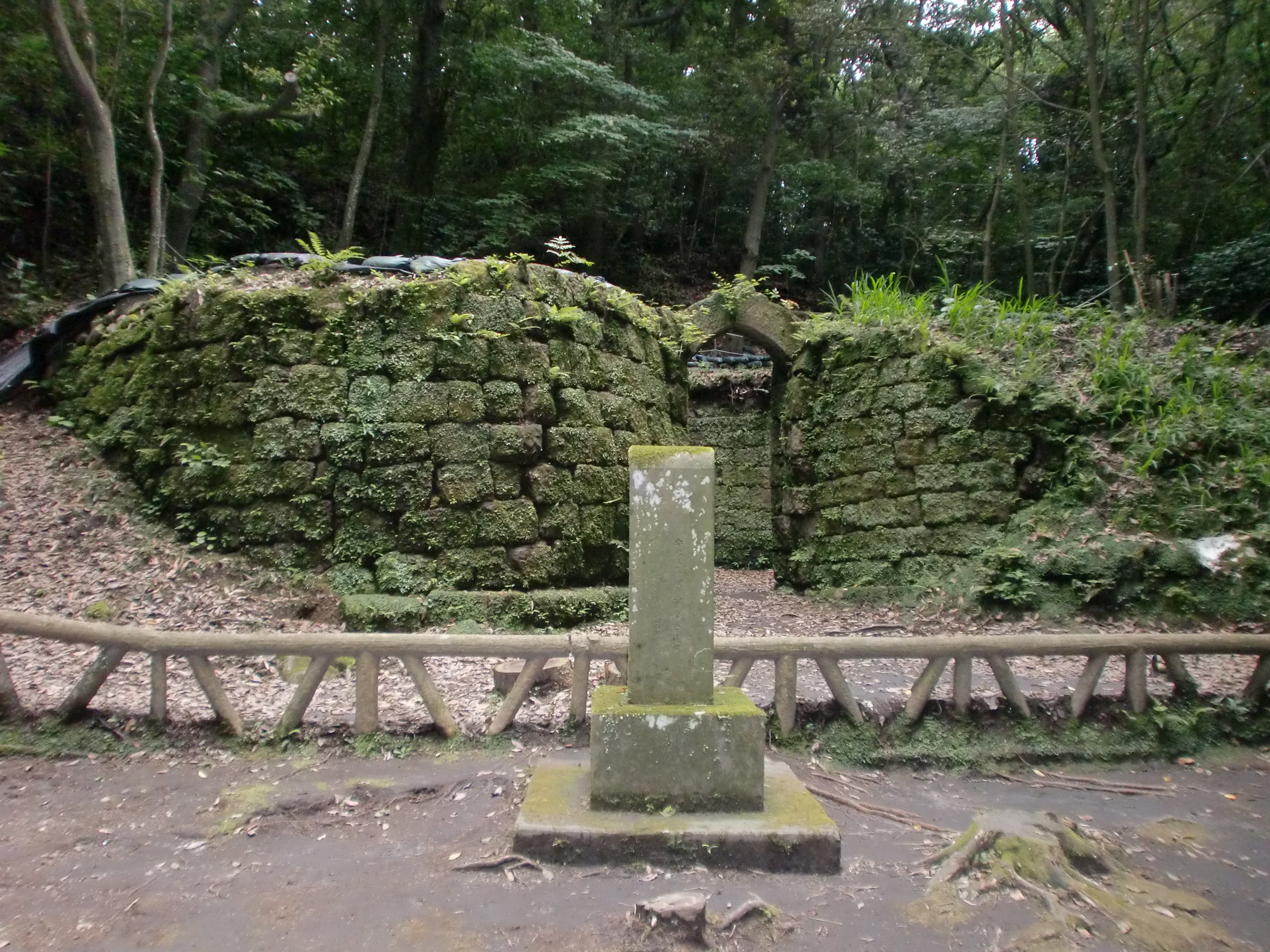
寺山炭窯跡。手前に見えるのが八田知紀の歌碑

寺山炭窯跡（てらやますみがまあと、英:Terayama Charcoal Kiln）は、鹿児島県鹿児島市吉野町にある、集成館事業で用いられる木炭を製造した石積み窯跡。
1858年（安政5年）に、薩摩藩主島津斉彬の命によって薩摩国鹿児島郡鹿児島近在吉野村寺山（現在の鹿児島市吉野町寺山地区）に設置された。2013年（平成25年）に国の史跡に指定（史跡「旧集成館」の附（つけたり）としての指定）、2015年（平成27年）、第39回世界遺産委員会において、「明治日本の産業革命遺産 製鉄・製鋼、造船、石炭産業」の構成資産の一つとして旧集成館とともに、世界文化遺産に登録された。

## 概要

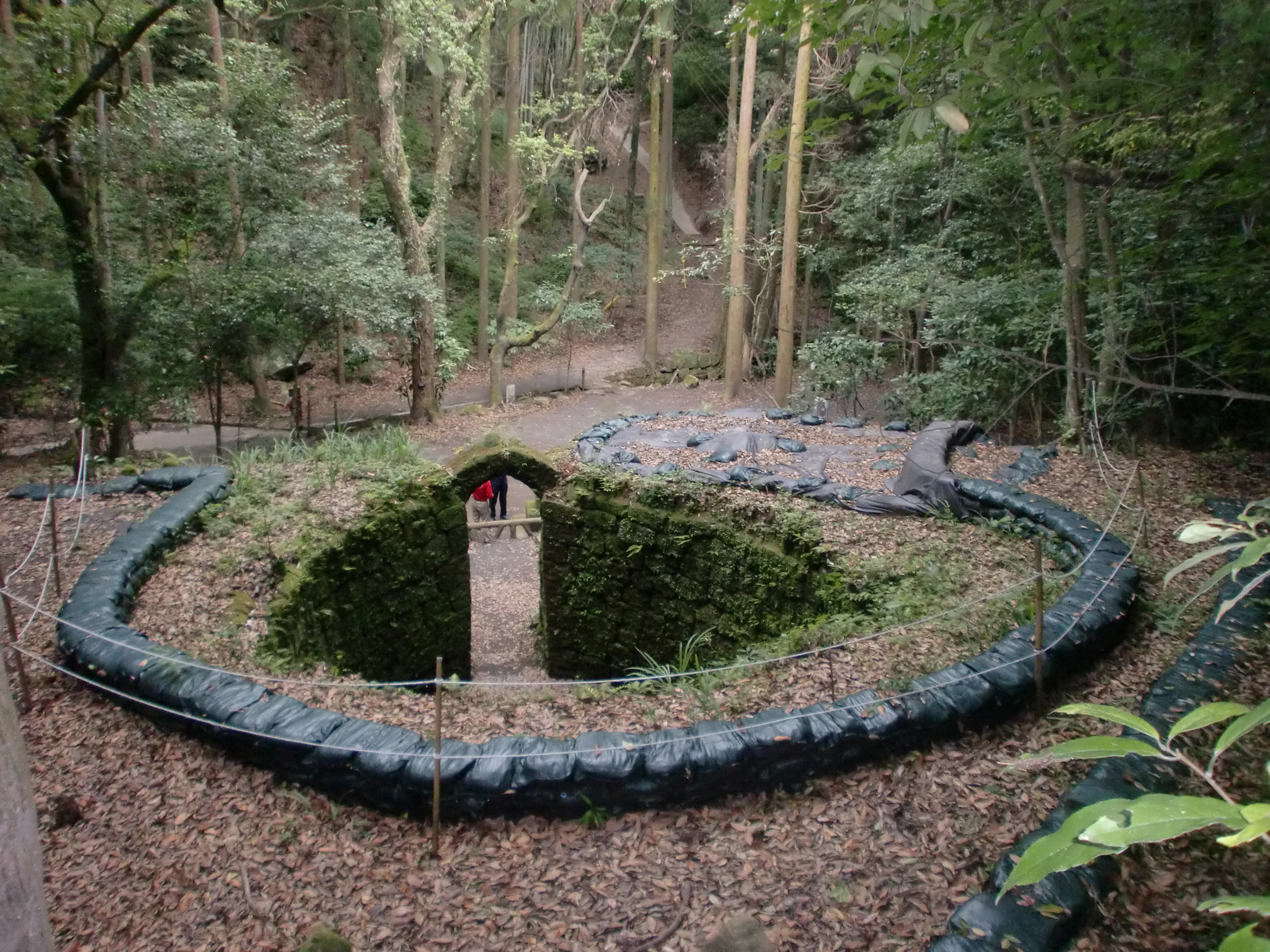
後方から見た寺山炭窯跡。上部にアーチ状に石が積まれているのが確認できる。

19世紀中葉以降、薩摩藩に従属していた琉球王国周辺への黒船出没が頻繁に報告されるようになると、薩摩藩では、富国強兵を進めて欧米列強に対抗しようとする動きが出るようになる。富国強兵論の筆頭である島津斉彬は、富国強兵派と財政再建派によるお家騒動である「お由羅騒動」を制して藩主に就任、後に「集成館事業」と呼ばれる一連の近代産業育成事業に乗り出す。
薩摩藩の領地内では、石炭を産出しないため、近代化事業に際して大量の木炭を必要とした。斉彬は供給不足に備えて、熱効率のよい白炭を製造する炭窯を設置することを計画し、紀州藩に奉行山本籐助らを派遣し、熊野地方の製炭技術を学ばせた。1858年、集成館の所在する磯地区に近く、シイ、カシなど、木炭に適した照葉樹に富む寺山地域の3箇所に炭窯を作らせた。旧集成館反射炉において溶鉄のために用いられた他、ガラスや陶磁器の製造にも利用された。3基のうちの1基が現存しているが、残り2基の建設場所はわかっておらず、いつ頃失われたのかも不明である。現存する窯は、集成館から北北東約5.5キロメートルの場所に所在し、斜面地を利用して地面を掘削、1500度の高温にも耐えられる凝灰岩を積み上げたものである。窯の前には薩摩の歌人八田知紀による炭窯の設置を称える歌碑が残っている。高さ約3メートル、直径5-6メートルに及ぶ堅牢な窯は、イギリスから始まり東洋の地にも及んだ、日本における産業革命に先駆けて行われた、雄藩の近代化改革の姿を現在に伝えている。

## 沿革
- 1858年（安政5年） 島津斉彬の命により寺山に炭窯を設置。
- 1977年（昭和52年） 鹿児島市の文化財に指定される。
- 2008年（平成20年） 世界遺産暫定リスト「九州・山口の近代化産業遺産群-非西洋世界における近代化の先駆け-」に掲載される。
- 2011年（平成23年） 鹿児島市教育委員会による発掘調査が行われる。
- 2013年（平成25年）3月27日 国の史跡「旧集成館」に、附（つけたり）として追加指定。史跡指定名称を「旧集成館 附 寺山炭窯 関吉の疎水溝」と改める。
- 2015年（平成27年）7月5日 「明治日本の産業革命遺産 製鉄・製鋼、造船、石炭産業」の構成資産として世界遺産に登録される。
- 2019年（令和元年）7月1日 豪雨の影響で崩落。復旧のめどたたず。

## アクセス
- 鹿児島県鹿児島市吉野町10710-68
  - JR九州鹿児島中央駅から自動車で約45分
- 駐車場は寺山ふれあい公園の駐車場が利用可能である。